# NGC 2000
NGC 2000 (другое обозначение — ESO 56-SC135) — рассеянное скопление в созвездии Столовой Горы, расположенное в Большом Магеллановом Облаке. Открыто Джоном Гершелем в 1836 году. Скопление является достаточно компактным, его возраст составляет 50 миллионов лет, величина межзвёздного покраснения в цветах B−V составляет 0,07m. Расстояние до объекта оценивается в 160 — 165 тысяч световых лет, а его размер в 60 световых лет в поперечнике.
Этот объект входит в число перечисленных в оригинальной редакции «Нового общего каталога».